# Lista oaselor scheletului uman
Aceasta este o listă a oaselor scheletului uman, organizată în mod topografic.
Scheletul tipic al unui adult este format din aproximativ 206 oase, unite între ele prin diferite articulații, excepție făcând osul hioid (care susține limba) care nu este legat de schelet. Sugarii și copiii au în plus trei sau patru vertebre sacrale, care ulterior se unesc în osul sacru. Cel mai mare os al scheletului este femurul, având lungimea de circa 50 cm, iar cel mai mic este scărița, localizată în urechea internă, care are circa 2,6 mm.
După dimensiuni și raporturile lor, oasele se clasifică în:
- oase lungi (os longum);
- oase plane (os planum);
- oase scurte (os breve);
- oase pneumatice (os pneumaticum) – conțin în interiorul lor cavități pline cu aer (de exemplu, mandibula);
- oase sesamoide (ossa sesamoidea) – oase mici care se dezvoltă în vecinătatea unor articulații (sesamoide periarticulare) sau în tendoanele unor mușchi (sesamoide intratendinoase);
- oase suturale (ossa suturalia) sau oase wormiene – oase mici, plane și inconstante care se dezvoltă din puncte de osificare speciale independente de ale oaselor învecinate, fie la nivelul suturilor craniului, fie la nivelul fontanelelor;
- oase neregulate (os irregulare) – datorită formei și arhitecturii lor complicate nu pot fi încadrate în niciunul din grupurile precedente (ex.: palatinul, sfenoidul).

## Capul (28)
| Craniu: neurocraniu (8)                                                                  | Craniu: viscerocraniu (14) | Oscioarele urechii (6)              | Gât (1)   |
| ---------------------------------------------------------------------------------------- | --- | ----------------------------------- | --------- |
| Frontal (1) Etmoid (1) Sfenoid (1) Occipital (1) Temporal (2) Parietal (2) Oase wormiene | Nazal (2) Lacrimal (2) Cornet nazal inferior (2) Maxilă (maxilar superior) (2) Zigomatic (2) Palatin (2) Mandibulă (maxilar inferior) (1) Vomer (1) | Ciocan (2) Nicovală (2) Scăriță (2) | Hioid (1) |
|                                                                                          | |                                     |           |

## Cutia toracică (25)
| Stern (1) | Coaste (24)                                          |
| --------- | ---------------------------------------------------- |
| Stern     | Coastă (12 perechi) 7 adevărate 3 false (2 flotante) |
|           |                                                      |

## Coloana vertebrală (33–34)
| Coloana cervicală (7)               | Coloana toracală (12)                  | Coloana lombară (5) | Coloana sacrală (5)    | Coloana coccigiană (4–5)     |
| ----------------------------------- | -------------------------------------- | ------------------- | ---------------------- | ---------------------------- |
| C1 (atlas) C2 (axis) C3 C4 C5 C6 C7 | T1 T2 T3 T4 T5 T6 T7 T8 T9 T10 T11 T12 | L1 L2 L3 L4 L5      | S1 S2 S3 S4 S5 ↓ Sacru | Co1 Co2 Co3 Co4 Co5 ↓ Coccis |
|                                     |                                        |                     |                        |                              |

## Centurile (5)
| Centura scapulară                   | Centura pelviană            |
| ----------------------------------- | --------------------------- |
| Omoplat (scapulă) (2) Claviculă (2) | Coxal Iliumbr>Ischium Pubis |
|                                     |                             |

## Membrul superior (30)
| Braț (1) | Antebraț (2)          | Mână (13) | Degete (14)                                                                     |
| -------- | --------------------- | --- | ------------------------------------------------------------------------------- |
| Humerus  | Radius Ulnă (cubitus) | Carpiene (8) Scafoid Semilunar Piramidal Pisiform Trapez Trapezoid Mare (capitat) Hamatum (unciform) Metacarpiene (5) M I M II M III M IV M V | Falange (14) Falange distale (5) Falange intermediare (4) Falange proximale (5) |
|          |                       | |                                                                                 |

## Membrul inferior (30)
| Coapsă (2)            | Gambă (2)              | Picior (12) | Degete (14)                                                                |
| --------------------- | ---------------------- | --- | -------------------------------------------------------------------------- |
| Femur Rotulă (patelă) | Tibie Fibulă (peroneu) | Tarsiene Calcaneu Talus (astragal) Cuboid Navicular Cuneiform medial Cuneiform intermediar Cuneiform lateral Metatarsiene M I M II M III M IV M V | Falange Falange distale (5) Falange intermediare (4) Falange proximale (5) |
|                       |                        | |                                                                            |

## Scheletul omului

Oasele membrului superior și centurii scapulare
Oasele palmei și degetelor
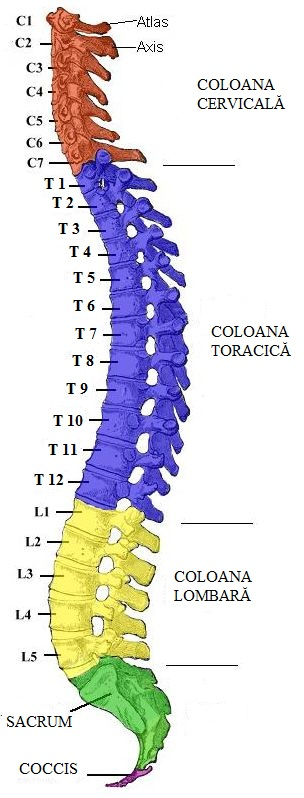
Coloana vertebrală
Oasele membrului inferior și centurii pelviene